# Warren McClendon
Warren Christopher McClendon (Brunswick, Georgia; 11 de abril de 2001) más conocido como Warren McClendon, es un jugador profesional estadounidense de fútbol americano, se desempeña en la posición de offensive tackle en Los Angeles Rams, en la National Football League (NFL).

## Carrera
Hizo su debut profesional con el equipo Los Angeles Rams, lleva jugando una temporada, comenzó en el 2023.